# NSL
La NSL fue la liga de fútbol de primera división de Sudáfrica que existió de 1985 a 1995.

## Historia
La liga fue creada en 1985 luego de que se presentaron una serie de desacuerdos dentro de la liga no racial NPSL establecida en 1978 con el fin de crear una nueva federación.
Aunque ambas ligas coexistían, a diferencia de la NPSL, el campeón de la NSL lograba la clasificación a la entonces Copa Africana de Clubes Campeones y a la Copa CAF.
La liga desaparece en 1995 luego de que se fusiona con la NPSL y da origen a la Liga Premier de Sudáfrica.

## Lista de Campeones
| Año  | Campeón              | Subcampeón           | Tercer Lugar        |
| ---- | -------------------- | -------------------- | ------------------- |
| 1985 | Durban Bush Bucks    | Rangers Johannesburg | Bloemfontein Celtic |
| 1986 | Rangers Johannesburg | Durban Bush Bucks    | Amazulu FC          |
| 1987 | Jomo Cosmos          | Kaizer Chiefs        | Mamelodi Sundowns   |
| 1988 | Mamelodi Sundowns    | Jomo Cosmos          | Arcadia             |
| 1989 | Kaizer Chiefs        | Orlando Pirates      | Hellenic FC         |
| 1990 | Mamelodi Sundowns    | Kaizer Chiefs        | Orlando Pirates     |
| 1991 | Kaizer Chiefs        | Mamelodi Sundowns    | Fairway Stars       |
| 1992 | Kaizer Chiefs        | Hellenic FC          | Wits University FC  |
| 1993 | Mamelodi Sundowns    | Moroka Swallows FC   | AmaZulu FC          |
| 1994 | Orlando Pirates      | Cape Town Spurs      | Umtata Bucks        |
| 1995 | Cape Town Spurs      | Mamelodi Sundowns    | Orlando Pirates     |

## Títulos por equipo
| Equipo               | Títulos | Años             |
| -------------------- | ------- | ---------------- |
| Mamelodi Sundowns    | 3       | 1988, 1990, 1993 |
| Kaizer Chiefs        | 3       | 1989, 1991, 1992 |
| Durban Bush Bucks    | 1       | 1985             |
| Rangers Johannesburg | 1       | 1986             |
| Jomo Cosmos          | 1       | 1987             |
| Orlando Pirates      | 1       | 1994             |
| Cape Town Spurs      | 1       | 1995             |

## Goleadores por temporada
| Temporada | Jugador          | Goles | Equipo                             |
| --------- | ---------------- | ----- | ---------------------------------- |
| 1985      | Frank McGrellis  | 25    | Wits University                    |
| 1986      | Thomas Hlongwane | 32    | Moroka Swallows                    |
| 1987      | Noel Cousins     | 25    | Arcadia Fluoride                   |
| 1988      | Shane McGregor   | 19    | Grinaker Rangers & Kaizer Chiefs   |
| 1989      | Noel Cousins     | 21    | Arcadia Fluoride & Moroka Swallows |
| 1990      | Bennett Masinga  | 20    | Mamelodi Sundowns                  |
| 1991      | Fani Madida      | 28    | Kaizer Chiefs                      |
| 1992      | George Dearnaley | 20    | AmaZulu                            |
| 1993      | Daniel Mudau     | 22    | Sundowns FC                        |
| 1994      | Wilfred Mugeyi   | 19    | Umtata Bucks                       |
| 1995      | Gerald Stober    | 18    | Hellenic                           |